# Konrad Heubeck
Konrad Heubeck (Alberndorf, 22 aprile 1918 – Celle, 1º settembre 1987) è stato un militare tedesco, ufficiale delle Waffen-SS durante la seconda guerra mondiale.